# Ефремовка (Новосибирская область)
Ефремовка — деревня в Куйбышевском районе Новосибирской области. Входит в Камский сельсовет.

## География
Расположена на левом берегу Камы (приток Оми) в 17 км к северо-востоку от села Кама и в 61 км к северу от Куйбышева. Площадь деревни — 30 гектаров.

## История
Основана в 1850 году. В 1926 году в деревне насчитывалось 202 хозяйств, основное население составляли русские. Центр Ефремовского сельсовета Верх-Ичинского района Барабинского округа Сибирского края.

## Население
| 1926 | 2002 | 2007 | 2010 |
| ---- | ---- | ---- | ---- |
| 1070 | ↘4   | ↘1   | →1   |

## Инфраструктура
В деревне по данным на 2007 год социальная инфраструктура отсутствует. Автодорог нет.